# Джуліо Маджоре
Джуліо Маджоре (італ. Giulio Maggiore нар. 12 березня 1998, Генуя) — італійський футболіст, півзахисник «Салернітани».

## Клубна кар'єра
Вихованець «Спеції». Дебютував за першу команду у Серії B 20 вересня 2016 року у грі проти «Трапані». Джуліо швидко став основним гравцем рідної команди і вже у четвертому сезоні, 26 січня 2020 року в матчі проти «Кротоне» провів свою 100 гру у футболці «Спеції». А за кілька днів, 1 лютого 2020 року, в матчі проти «Порденоне» він вивів команду на поле з капітанською пов'язкою. Завершивши той сезон на третьому місці, «Спеція» виграла плей-оф і вперше в своїй історії вийшла в Серію А.
30 вересня 2020 року, у віці 22 років, Маджоре дебютував у Серії А у грі проти «Удінезе» (2:0), а свій перший гол у Серії А забив 13 лютого 2021 року, в домашньому матчі проти «Мілана» (2:0).
Відігравши два сезони за «Спецію» у найвищому дивізіоні, у серпні 2022 року за 4,5 мільйони євро перебрався до «Салернітани», з якою уклав контракт на чотири роки.

## Виступи за збірні
Гравець юнацьких та молодіжних збірних Італії. З молодіжною командою поїхав на молодіжний чемпіонат Європи 2021 року в Угорщині та Словенії, де в матчі проти Чехії відзначився автоголом. У наступній грі проти словенських однолітків відзначився голом вже у ворота суперника.

## Особисте життя
17 жовтня 2020 року він отримав позитивний тест на COVID-19.

## Статистика виступів

### Статистика клубних виступів
Станом на 16 вересня 2022
| Сезон              | Команда            | Чемпіонат          | Чемпіонат | Чемпіонат | Національний кубок | Національний кубок | Національний кубок | Континентальні кубки | Континентальні кубки | Континентальні кубки | Інші змагання | Інші змагання | Інші змагання | Усього | Усього |
| Сезон              | Команда            | Ліга               | Ігор      | Голів     | Ліга               | Ігор               | Голів              | Ліга                 | Ігор                 | Голів                | Ліга          | Ігор          | Голів         | Ігор   | Голів  |
| ------------------ | ------------------ | ------------------ | --------- | --------- | ------------------ | ------------------ | ------------------ | -------------------- | -------------------- | -------------------- | ------------- | ------------- | ------------- | ------ | ------ |
| 2016–17            | «Спеція»           | B                  | 26+1      | 1         | КІ                 | 1                  | 0                  | -                    | -                    | -                    | -             | -             | -             | 28     | 1      |
| 2017–18            | «Спеція»           | B                  | 30        | 3         | КІ                 | 0                  | 0                  | -                    | -                    | -                    | -             | -             | -             | 30     | 3      |
| 2018–19            | «Спеція»           | B                  | 22+1      | 4+1       | КІ                 | 0                  | 0                  | -                    | -                    | -                    | -             | -             | -             | 23     | 5      |
| 2019–20            | «Спеція»           | B                  | 30+4      | 1+1       | КІ                 | 2                  | 0                  | -                    | -                    | -                    | -             | -             | -             | 36     | 2      |
| 2020–21            | «Спеція»           | A                  | 33        | 3         | КІ                 | 2                  | 2                  | -                    | -                    | -                    | -             | -             | -             | 35     | 5      |
| 2021–22            | «Спеція»           | A                  | 35        | 2         | КІ                 | 1                  | 0                  | -                    | -                    | -                    | -             | -             | -             | 36     | 2      |
| Усього за «Спецію» | Усього за «Спецію» | Усього за «Спецію» | 176+6     | 14+2      |                    | 6                  | 2                  |                      | -                    | -                    |               | -             | -             | 188    | 18     |
| 2022–23            | «Салернітана»      | A                  | 6         | 0         | КІ                 | 0                  | 0                  | -                    | -                    | -                    | -             | -             | -             | 6      | 0      |
| Усього за кар'єру  | Усього за кар'єру  | Усього за кар'єру  | 188       | 16        |                    | 6                  | 2                  |                      | -                    | -                    |               | -             | -             | 194    | 18     |

### Статистика виступів за збірну
| Дата       | Місто              | Господарі  | Результат  | Гості    | Турнір                             | Голи | Примітки |
| ---------- | ------------------ | ---------- | ---------- | -------- | ---------------------------------- | ---- | -------- |
| 6-9-2019   | Катанія            | Італія     | 4 – 0      | Молдова  | Товариський матч                   | -    | 46'      |
| 14-10-2019 | Єреван             | Вірменія   | 0 – 1      | Італія   | Кваліфікація молодіжного Євро-2021 | -    | 64'      |
| 16-11-2019 | Феррара            | Італія     | 3 – 0      | Ісландія | Кваліфікація молодіжного Євро-2021 | -    | 80'      |
| 19-11-2019 | Катанія            | Італія     | 6 – 0      | Вірменія | Кваліфікація молодіжного Євро-2021 | -    | 83'      |
| 3-9-2020   | Ліньяно-Сабб'ядоро | Італія     | 2 – 1      | Словенія | Товариський матч                   | -    | 73'      |
| 24-3-2021  | Целє               | Чехія      | 1 – 1      | Італія   | Молодіжне Євро-2021 - 1-й етап     | -    | 89'      |
| 30-3-2021  | Марибор            | Італія     | 4 – 0      | Словенія | Молодіжне Євро-2021 - 1-й етап     | 1    |          |
| 31-5-2021  | Любляна            | Португалія | 5 – 3 д.ч. | Італія   | Молодіжне Євро-2021 - чвертьфінал  | -    | 75'      |
| Усього     |                    | Матчів     | 8          |          | Голів                              | 1    |          |